# Rubus oxyanchus
Rubus oxyanchus är en rosväxtart som beskrevs av Henri L. Sudre. Rubus oxyanchus ingår i släktet rubusar, och familjen rosväxter. Inga underarter finns listade i Catalogue of Life.